# 港香蘭應用生技
港香蘭應用生技股份有限公司（英語：Biotanico Inc.），是一間台灣生技製藥公司。公司位於台灣南部科學工業園區，母公司為港香蘭藥廠股份有限公司，引用環保設計榮獲「綠建築銀級標章」，通過ISO9001:2000品質系統認證、ISO/IEC 17025國際實驗室認證、優良藥品製造規範(GMP)及獲得中華民國中藥萃取設備專利(M360041)。港香蘭應用生技為提升中藥產品模式，從「治療醫學」跨足「預防醫學」，運用中醫藥理於營養補充品與養生食品。
2009年，消基會發現港香蘭的「油切纖茶」未有標示含有瀉劑的警語，違反食品衛生管理法第三十三條。2012年，東森購物台因售賣未經衛生署健康食品認證的商品，遭苗栗地檢署扣查，其中包括港香蘭的「易滴速升級版」。2015年，衛福部食品藥物管理署公佈，抽驗的港香蘭「艾魔菈漢本爽身粉」生菌數超標。

## 外部連結
- 港香蘭應用生技官方網站 （页面存档备份，存于）
- 衛生福利部中醫藥司 （页面存档备份，存于）
- 台灣公司資料